# Ed Banger Records
Ed Banger Records är ett franskt skivbolag som ger ut electro- och housemusik. Skivbolaget grundades 2002 av Daft Punks manager Pedro "Busy P" Winter, och har släppt musik med artister som Uffie, SebastiAn, Justice och DJ Mehdi.